# Los Pintanos
Los Pintanos est une commune d’Espagne, dans la province de Saragosse, communauté autonome d'Aragon, de la comarque de Cinco Villas. Parmi les villages regroupés, il y Pintano et Undués-Pintano.

## Galerie pour le village de Pintano

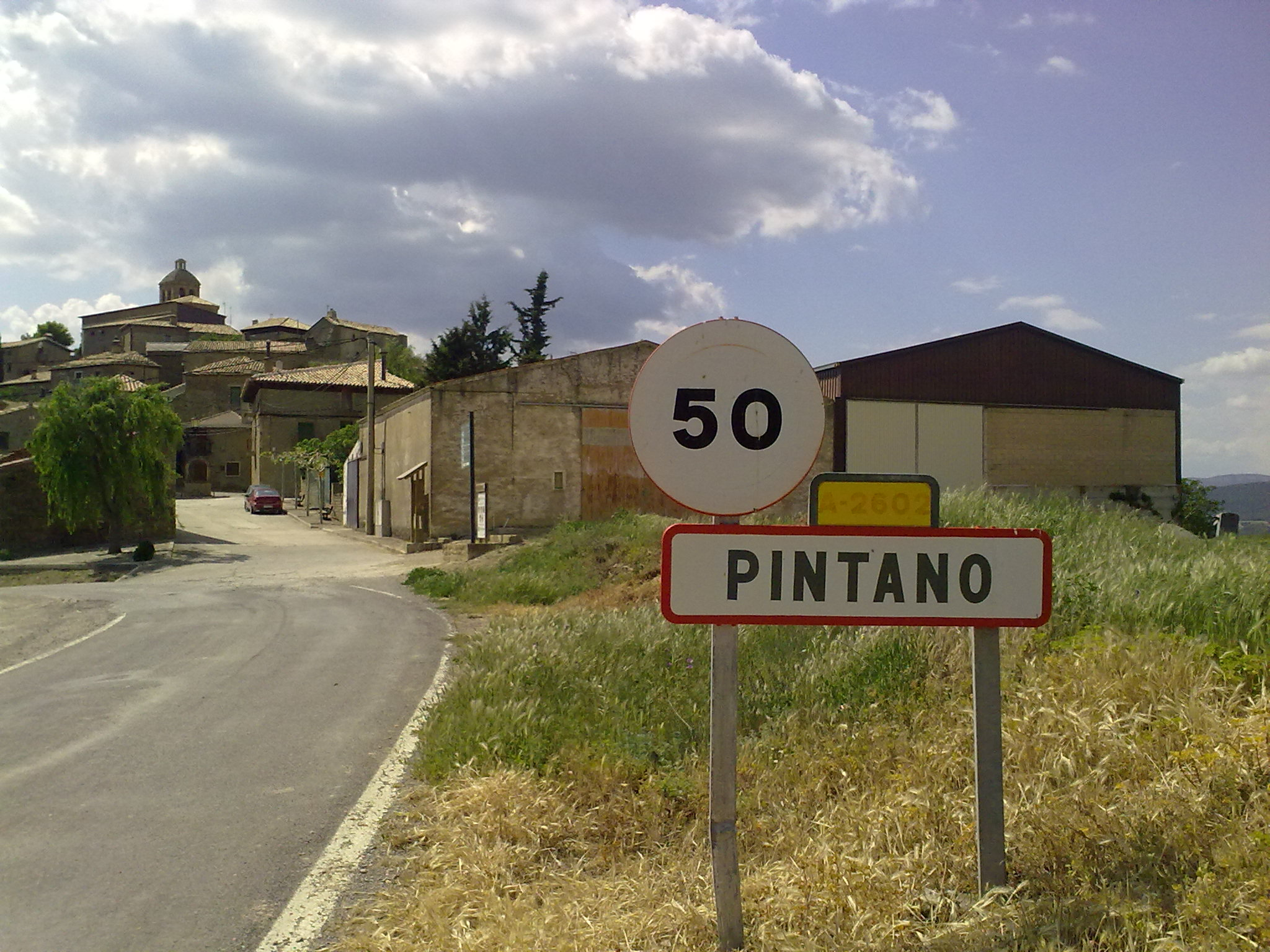
Pintano 1 entrée dans le village.
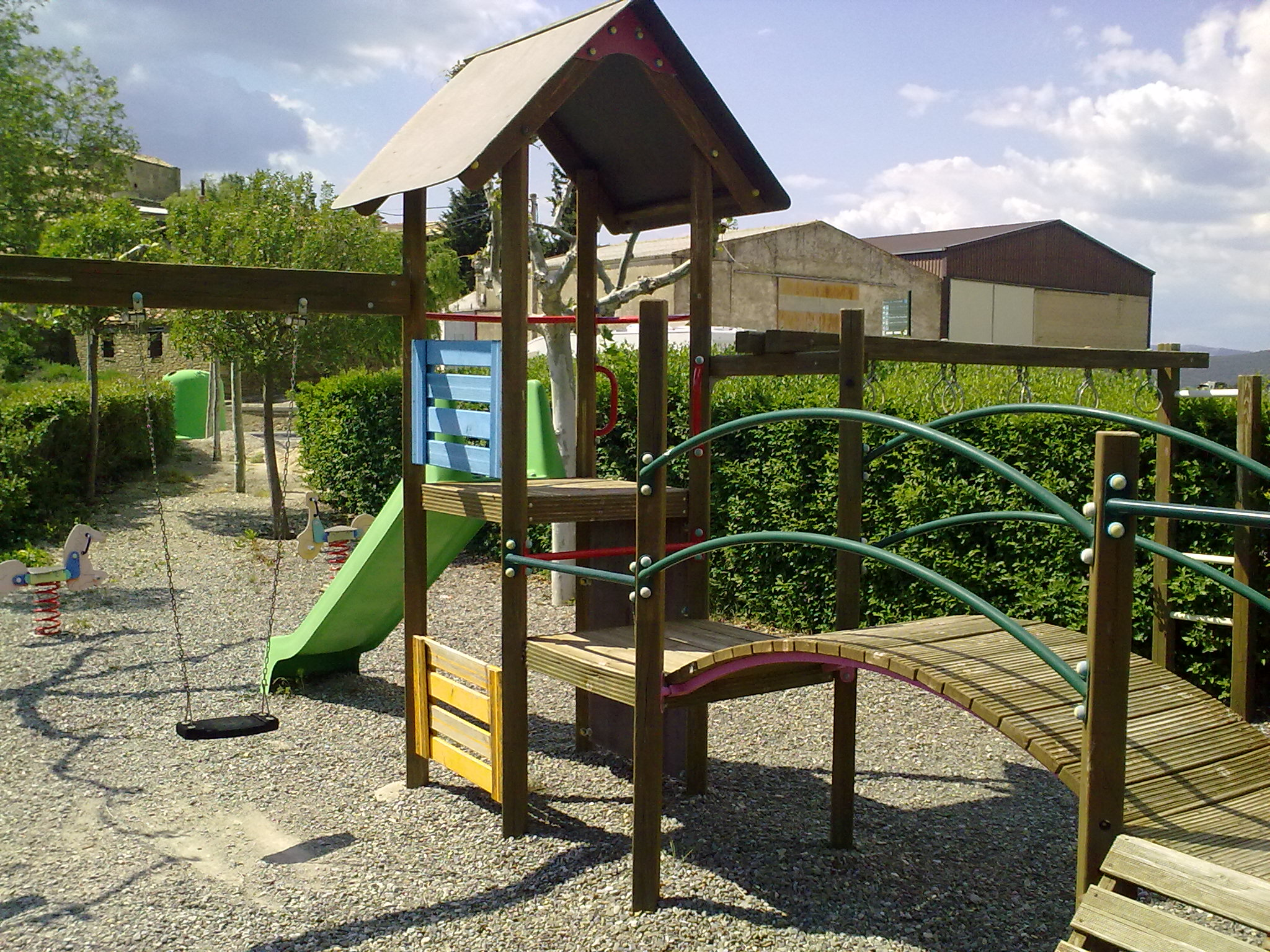
Pintano 2 l'aire de jeu.
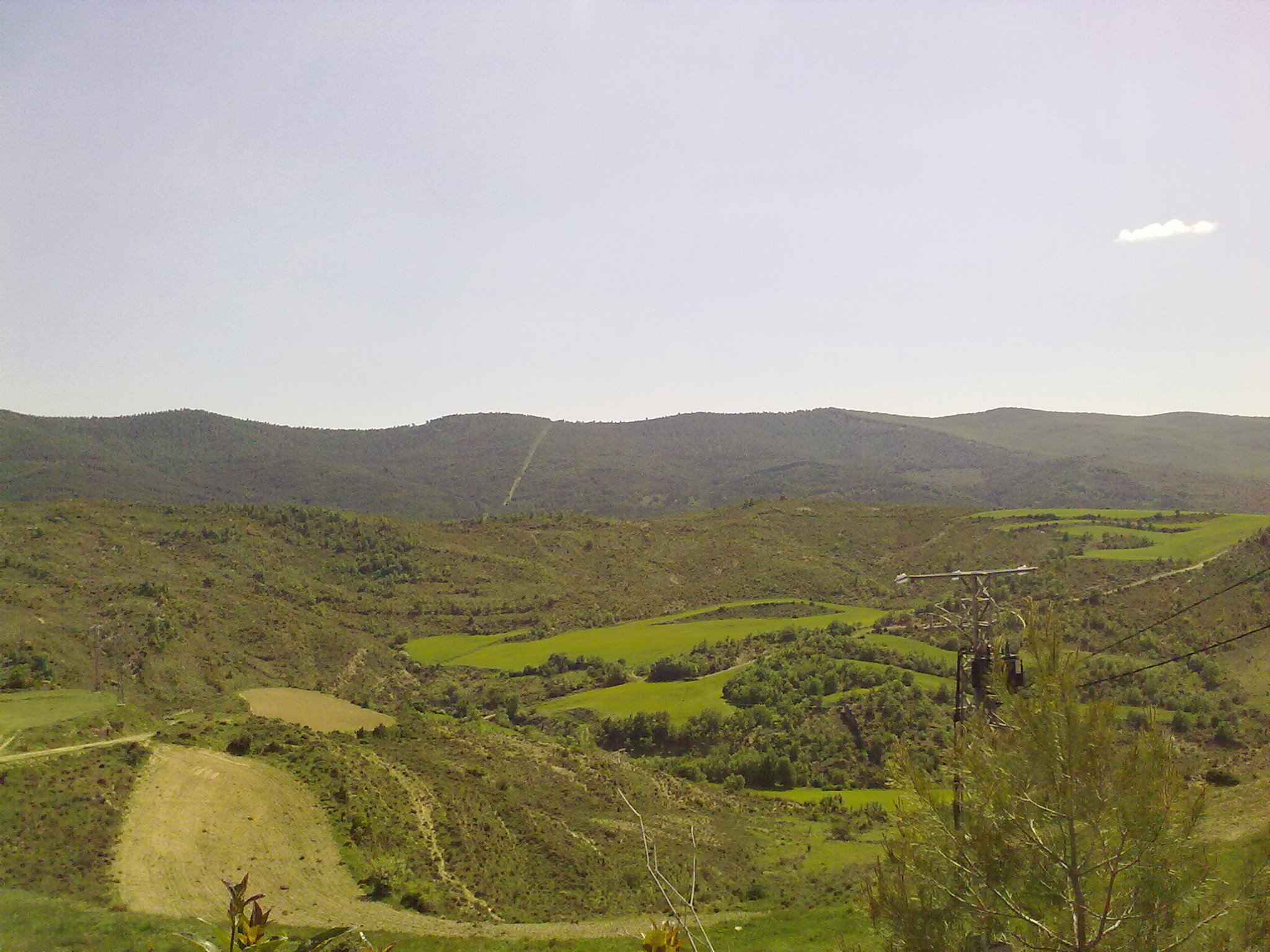
Pintano 3 le paysage depuis le village.
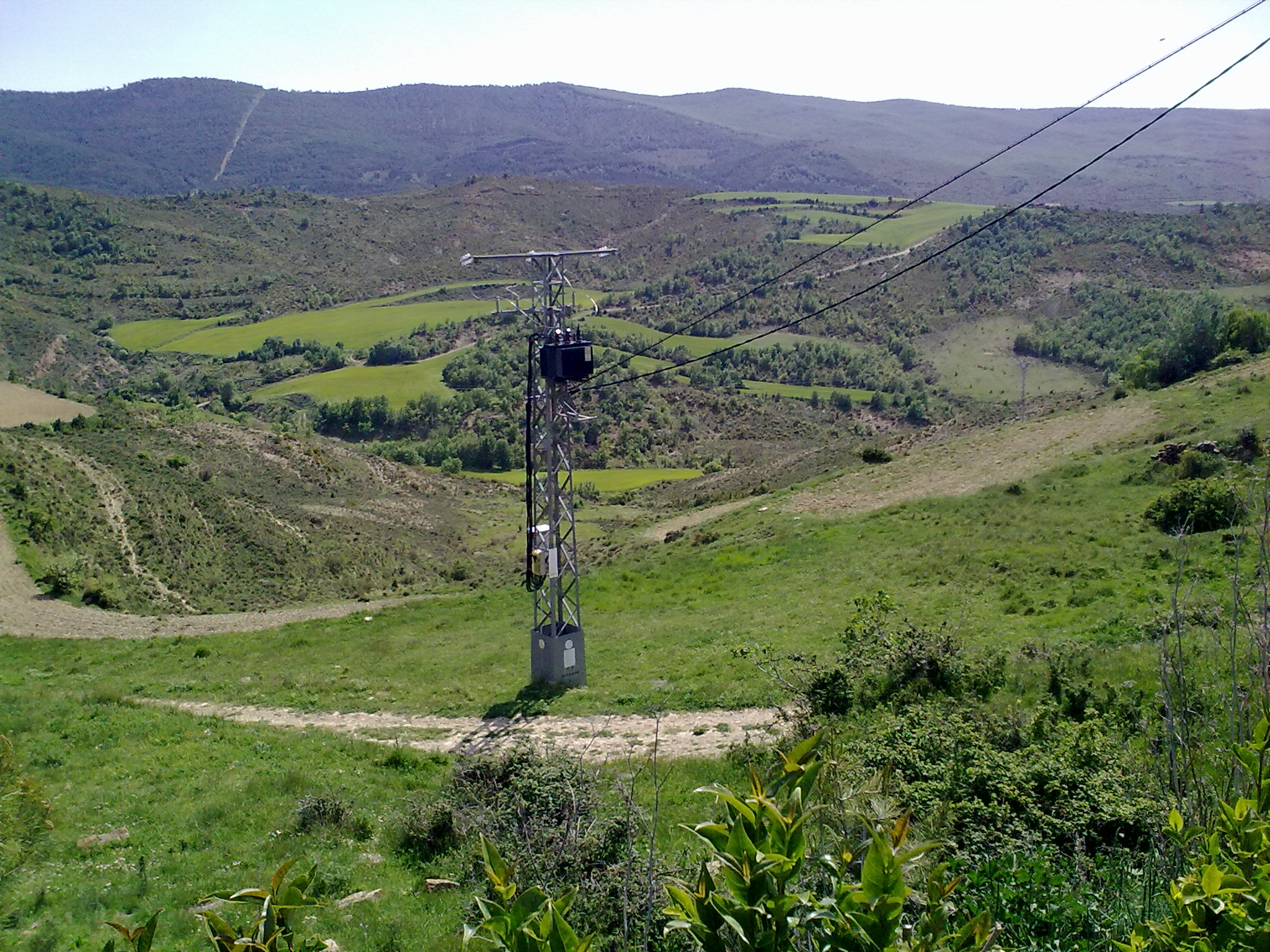
Pintano 4 l'allimentation électrique générale du village.
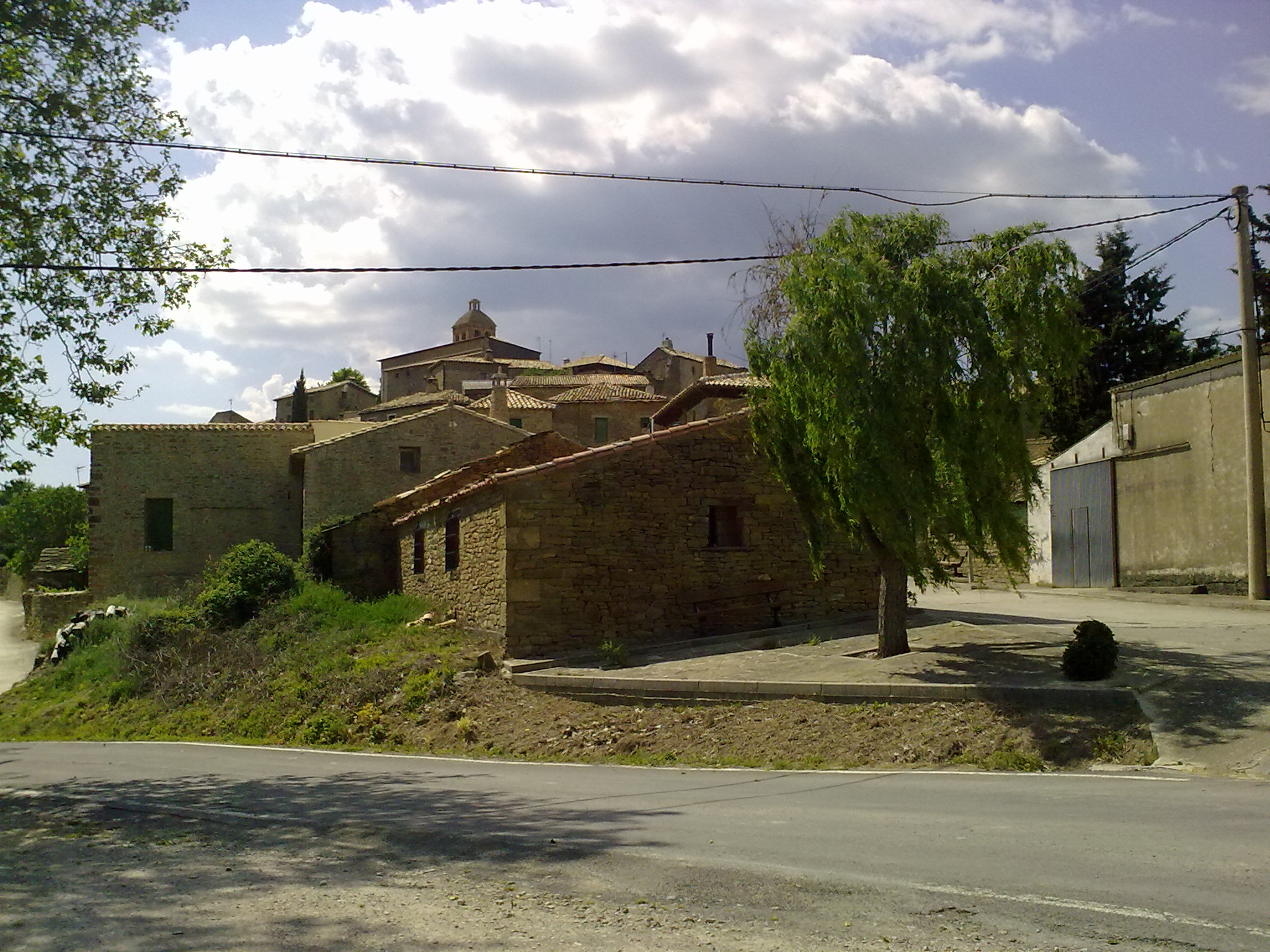
Pintano 5 le village depuis la route principale.
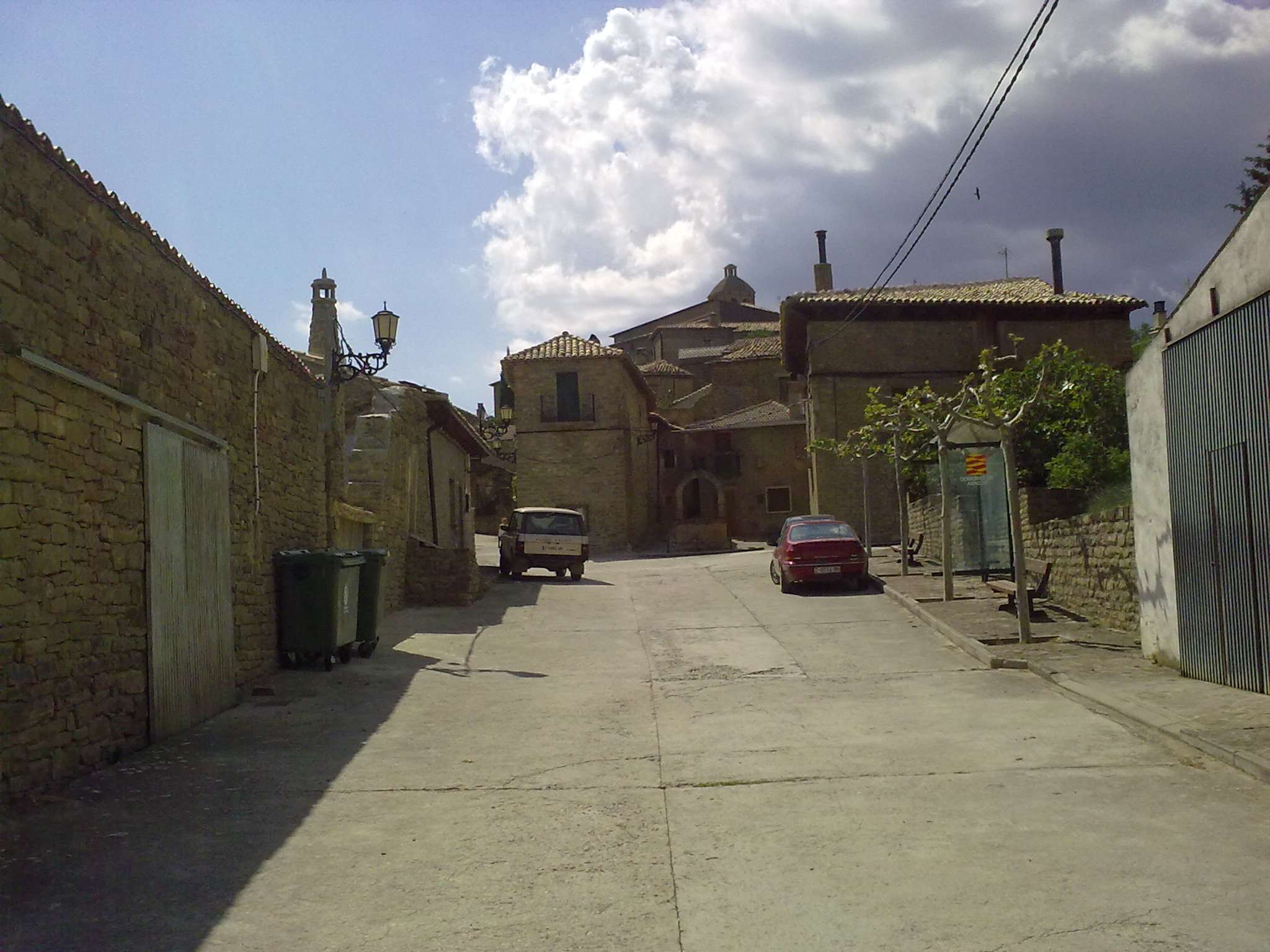
Pintano 6 entrée dans le village.
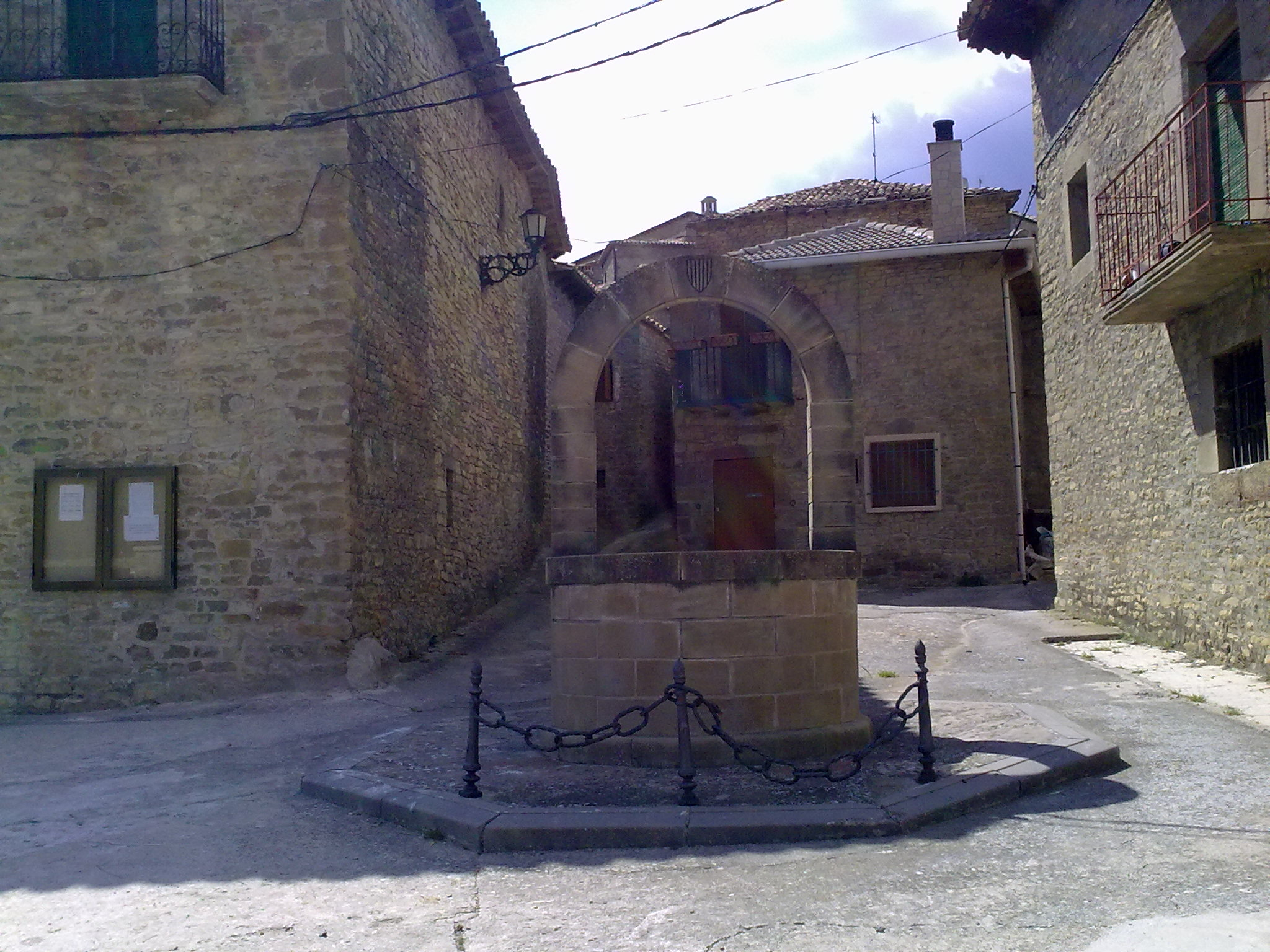
Pintano 7 un puits.
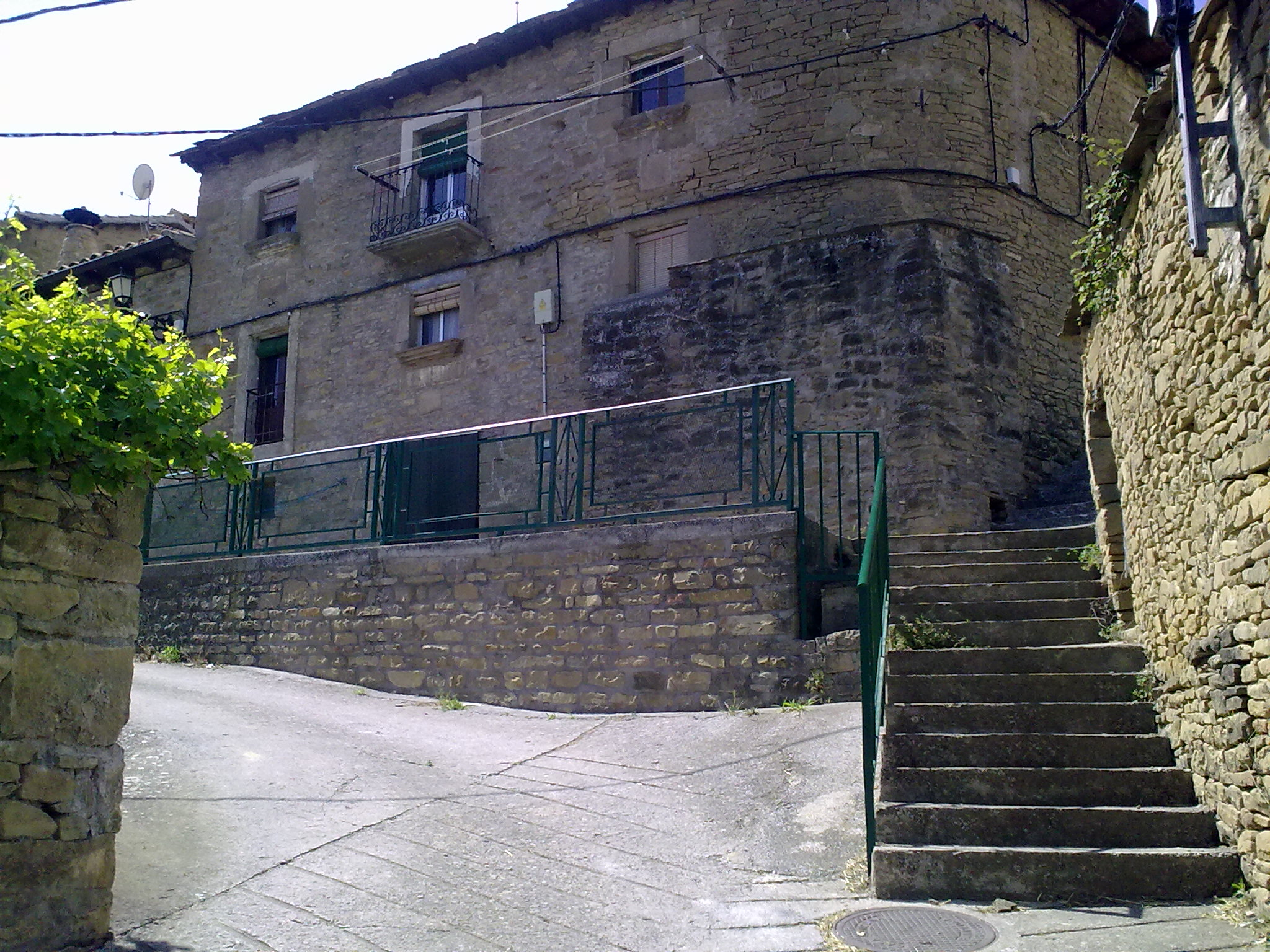
Pintano 9 ruelles.
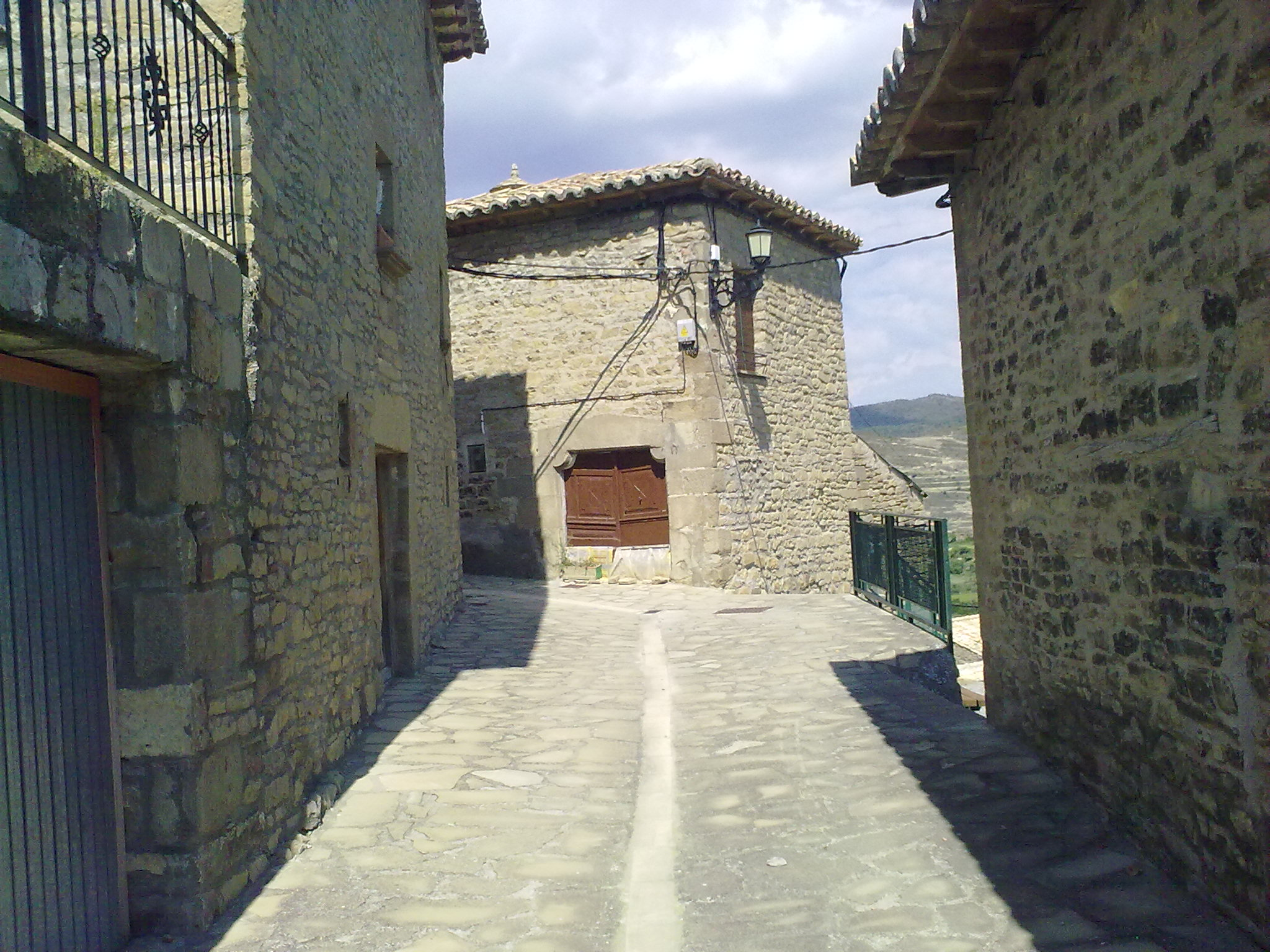
Pintano 10 ruelles.
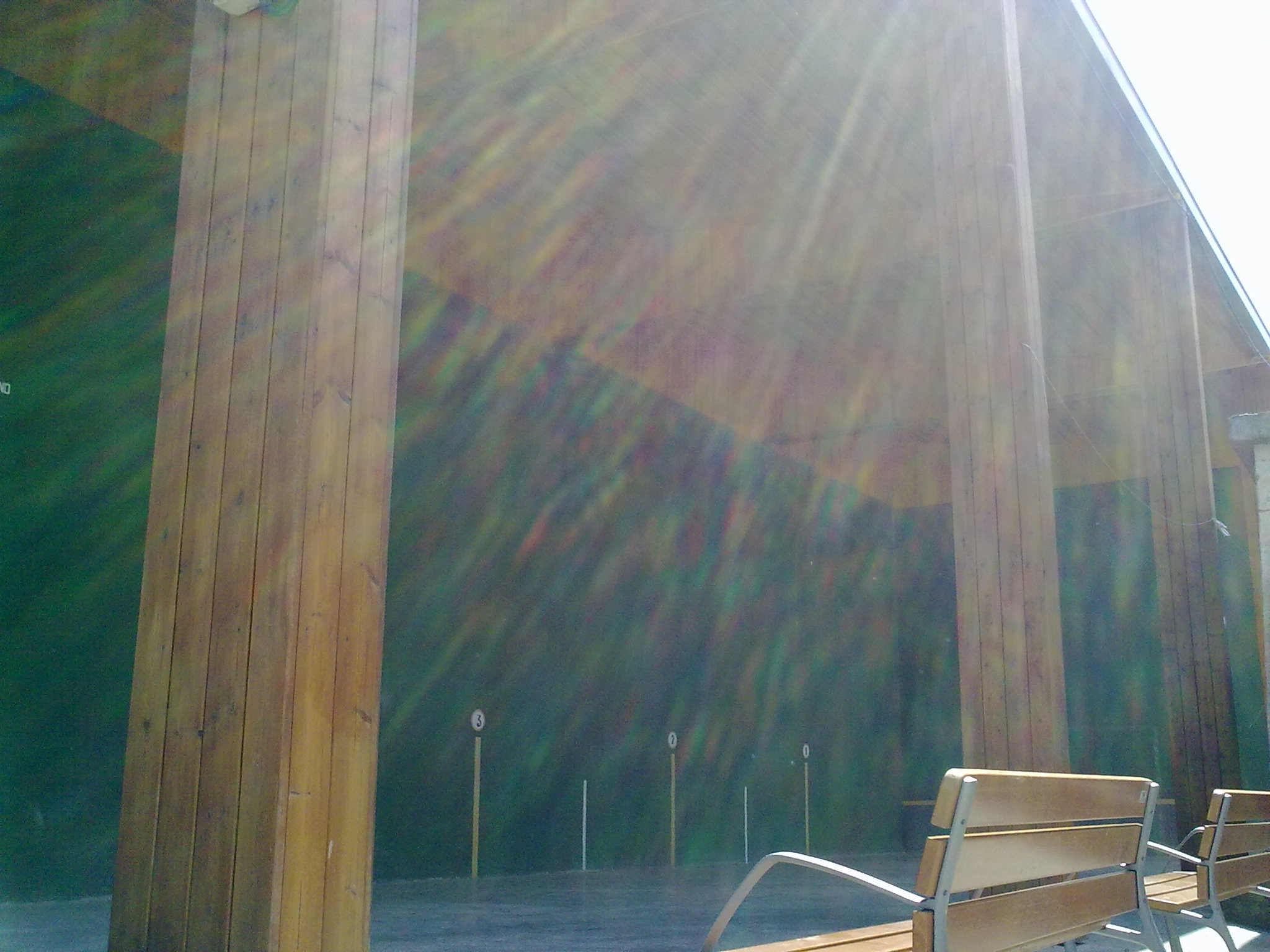
Pintano 11 le fronton couvert.
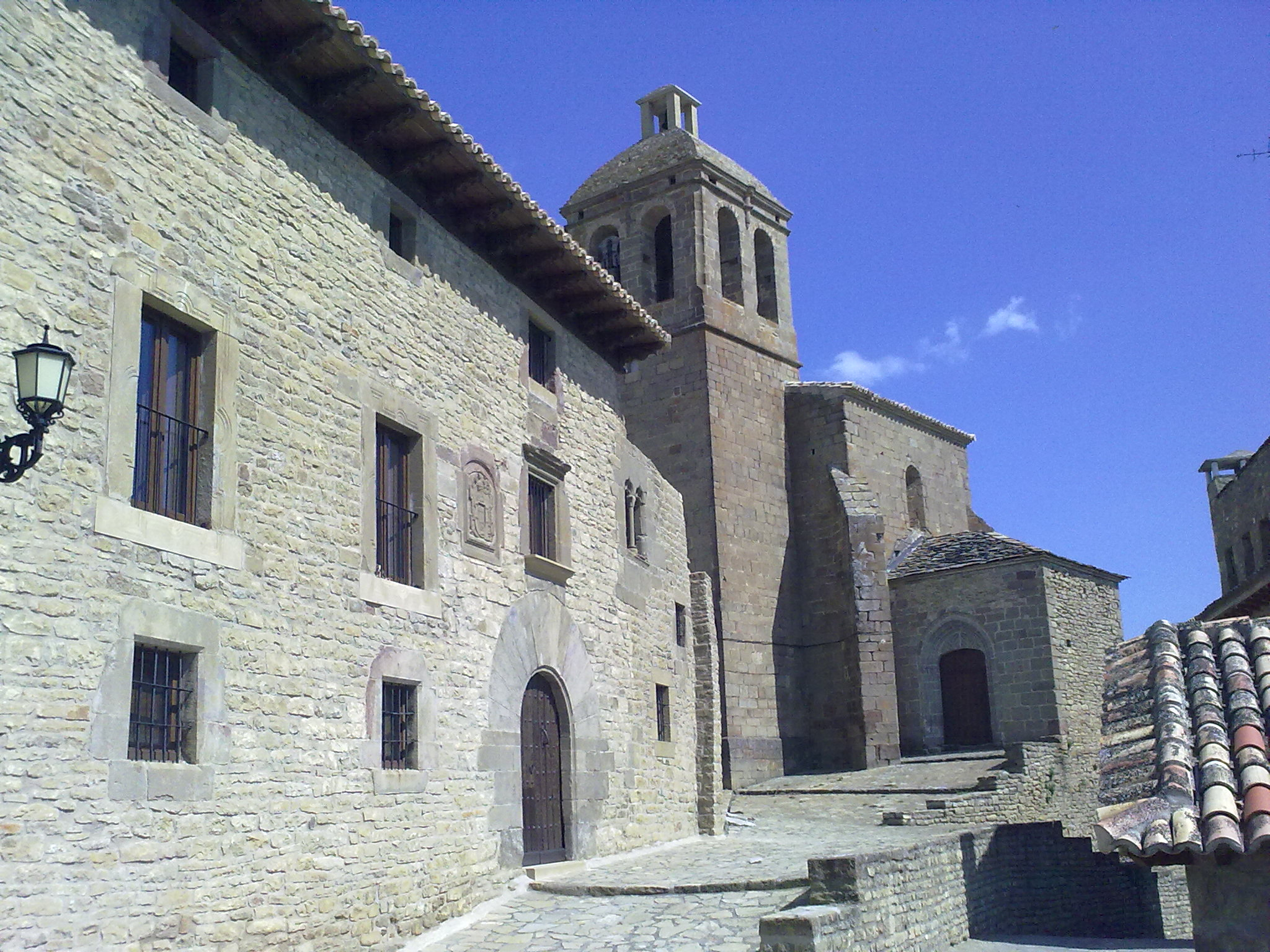
Pintano 12 l'église.
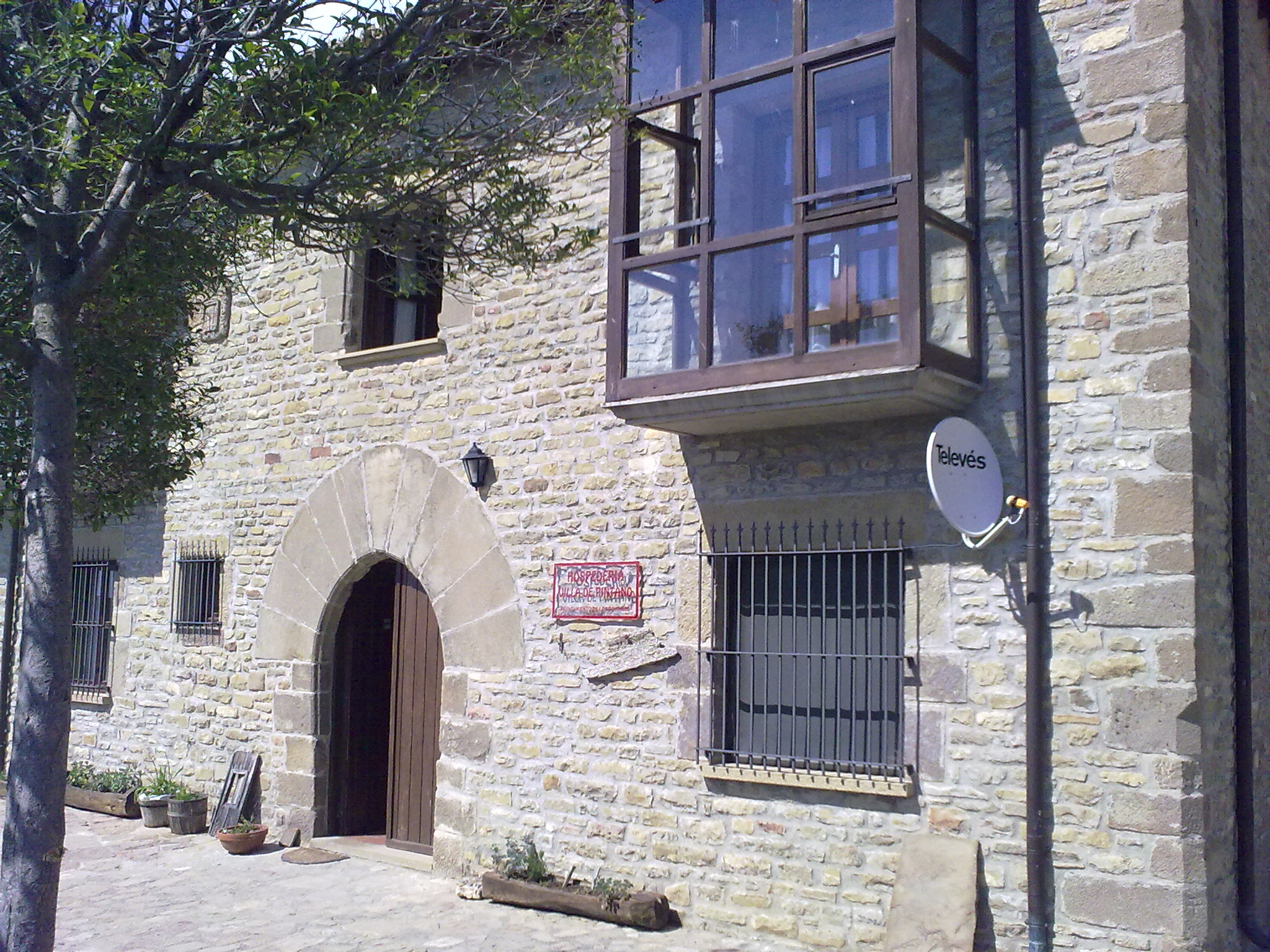
Pintano 13 la mairie.
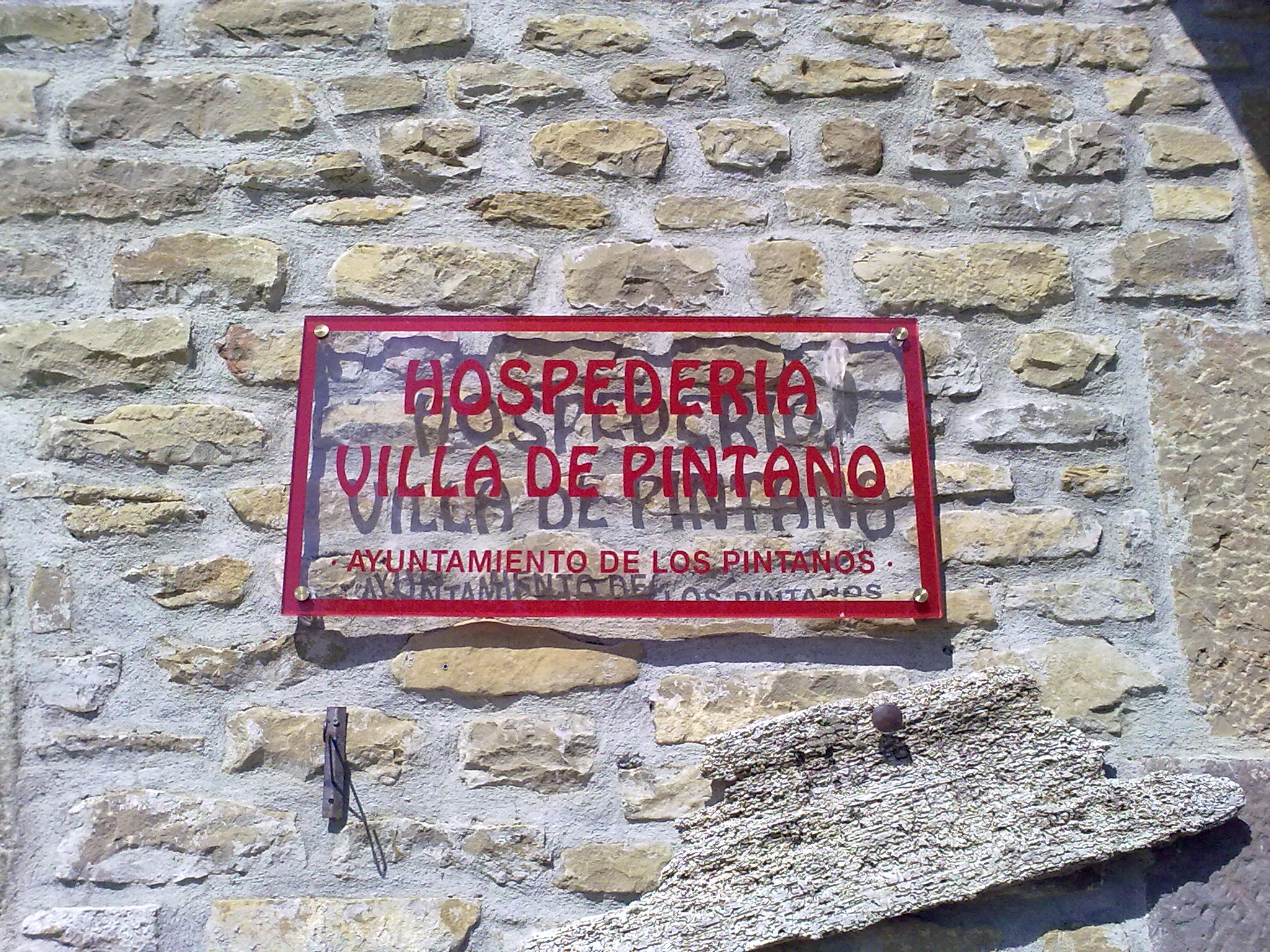
Pintano 14 panneau de la mairie.
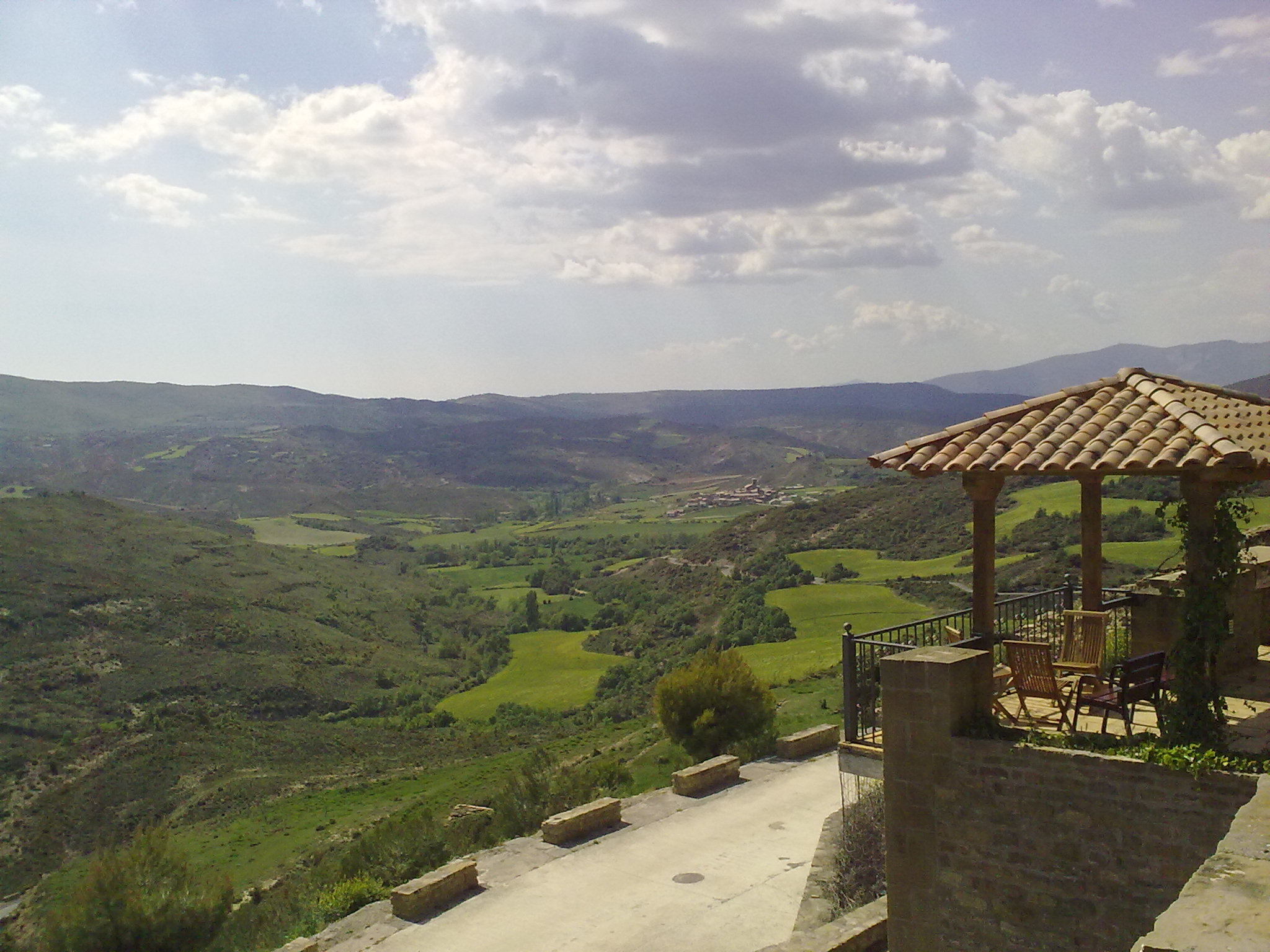
Pintano 16 le paysage depuis la mairie.
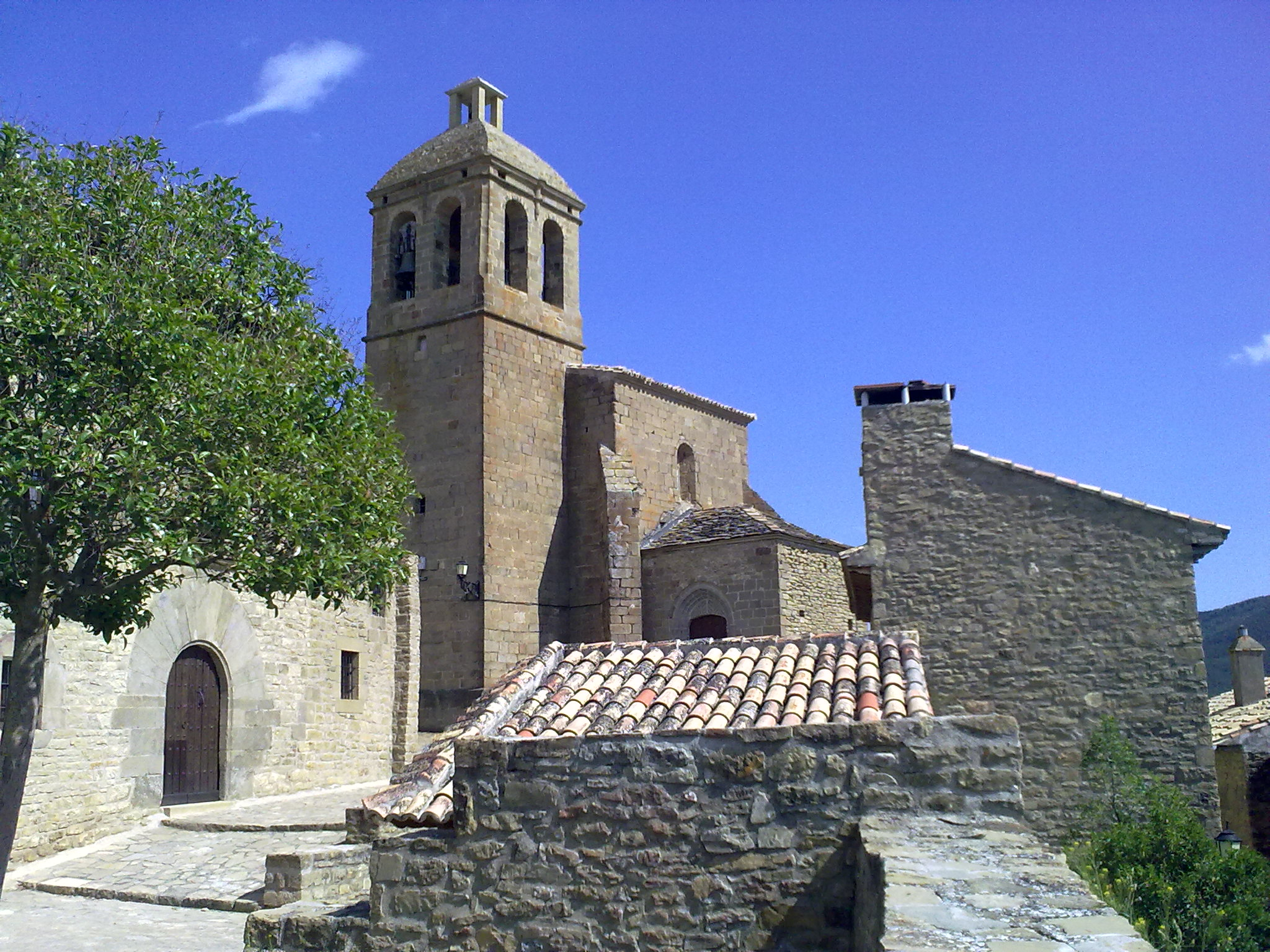
Pintano 17 l'église.
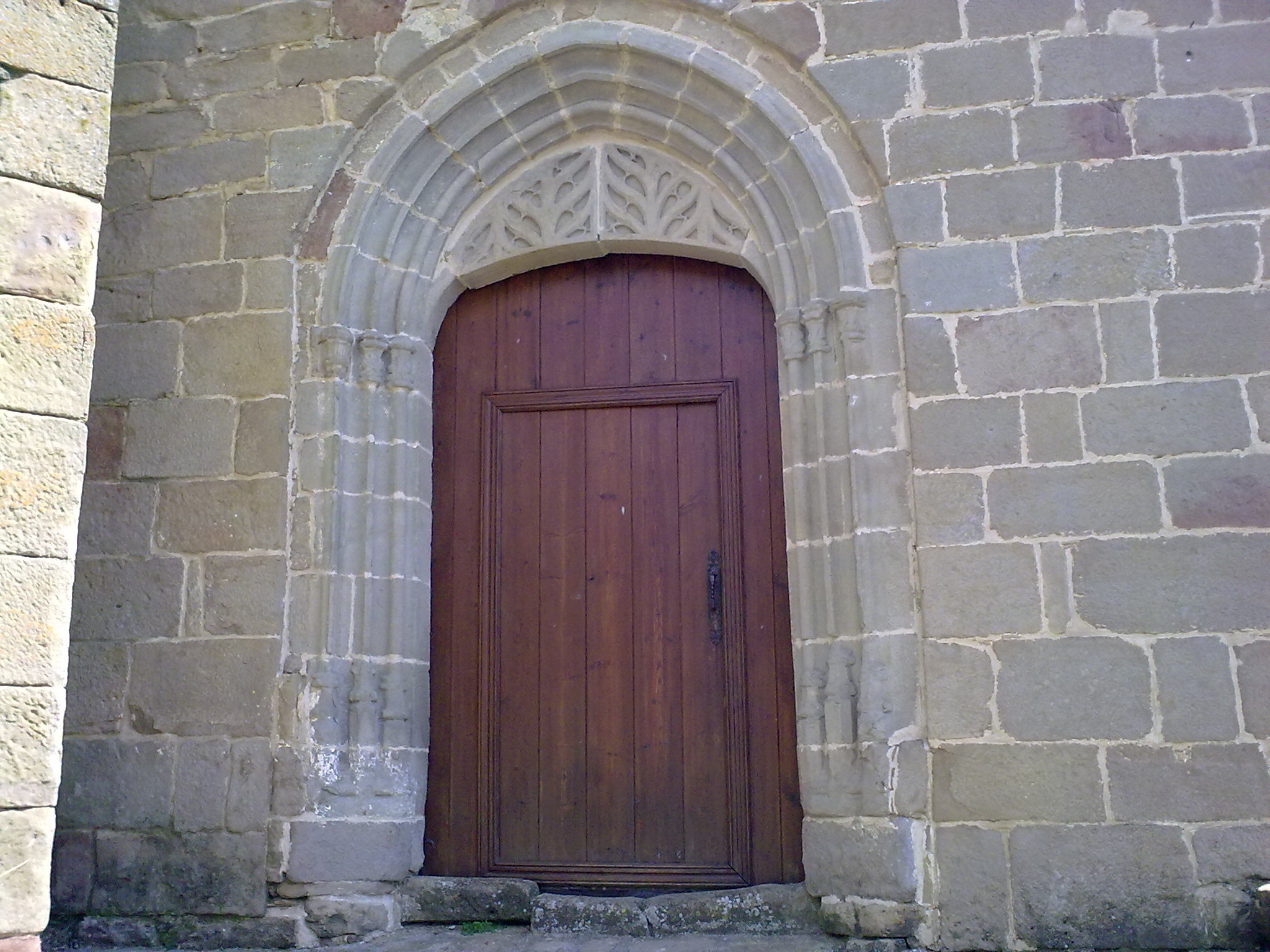
Pintano 19 entrée de l'église.
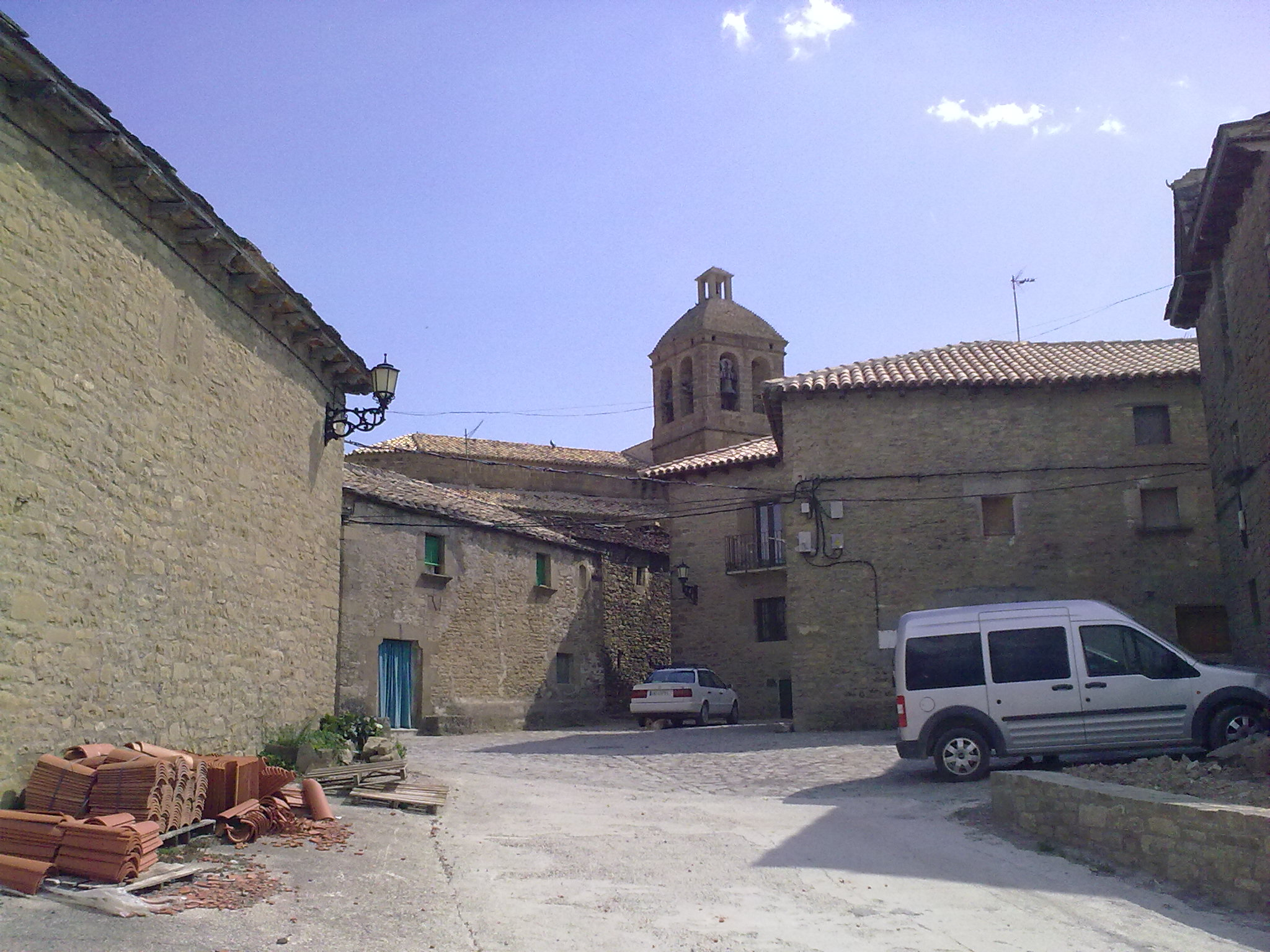
Pintano 20 l'église.
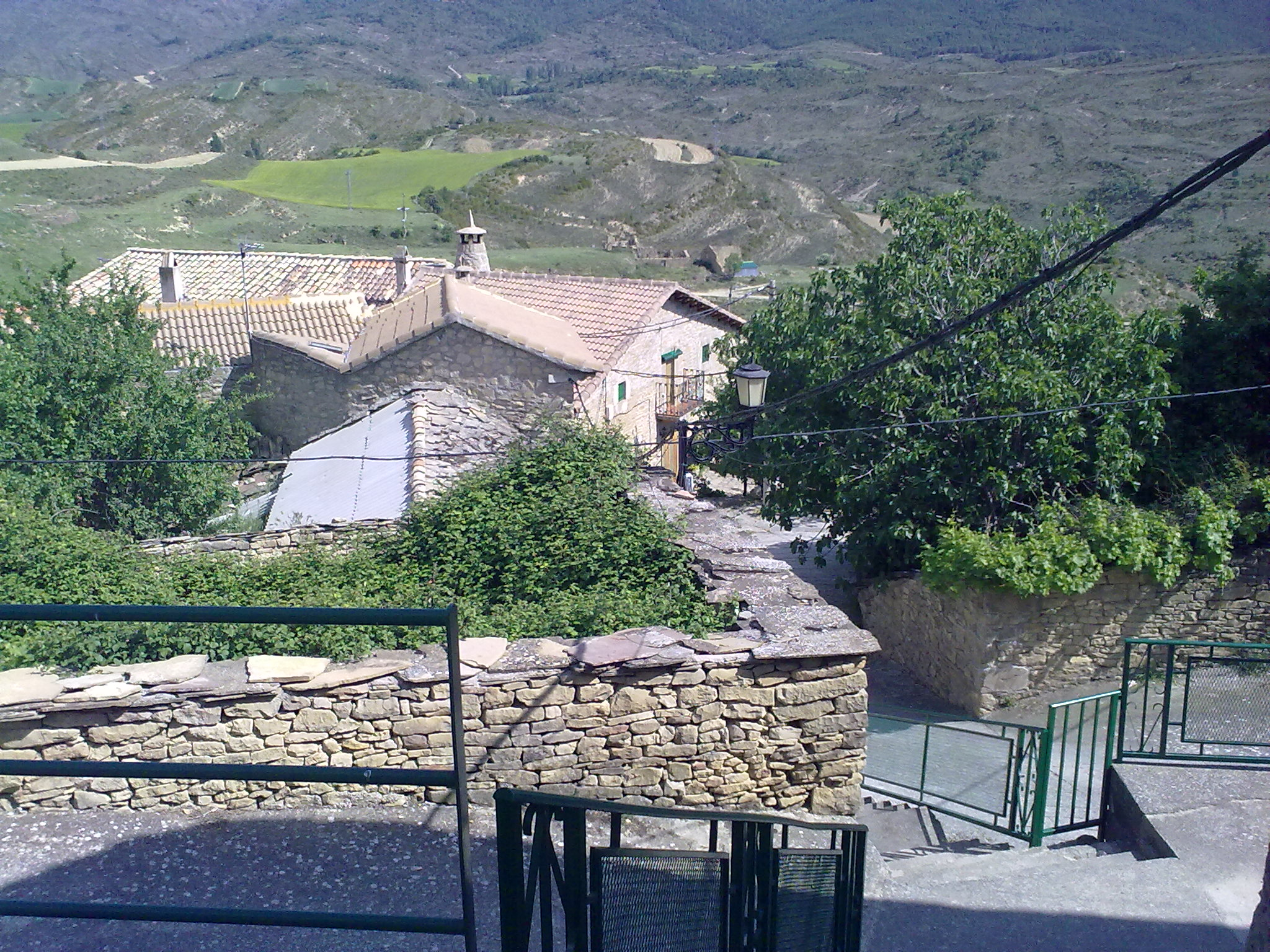
Pintano 21 ruelles.
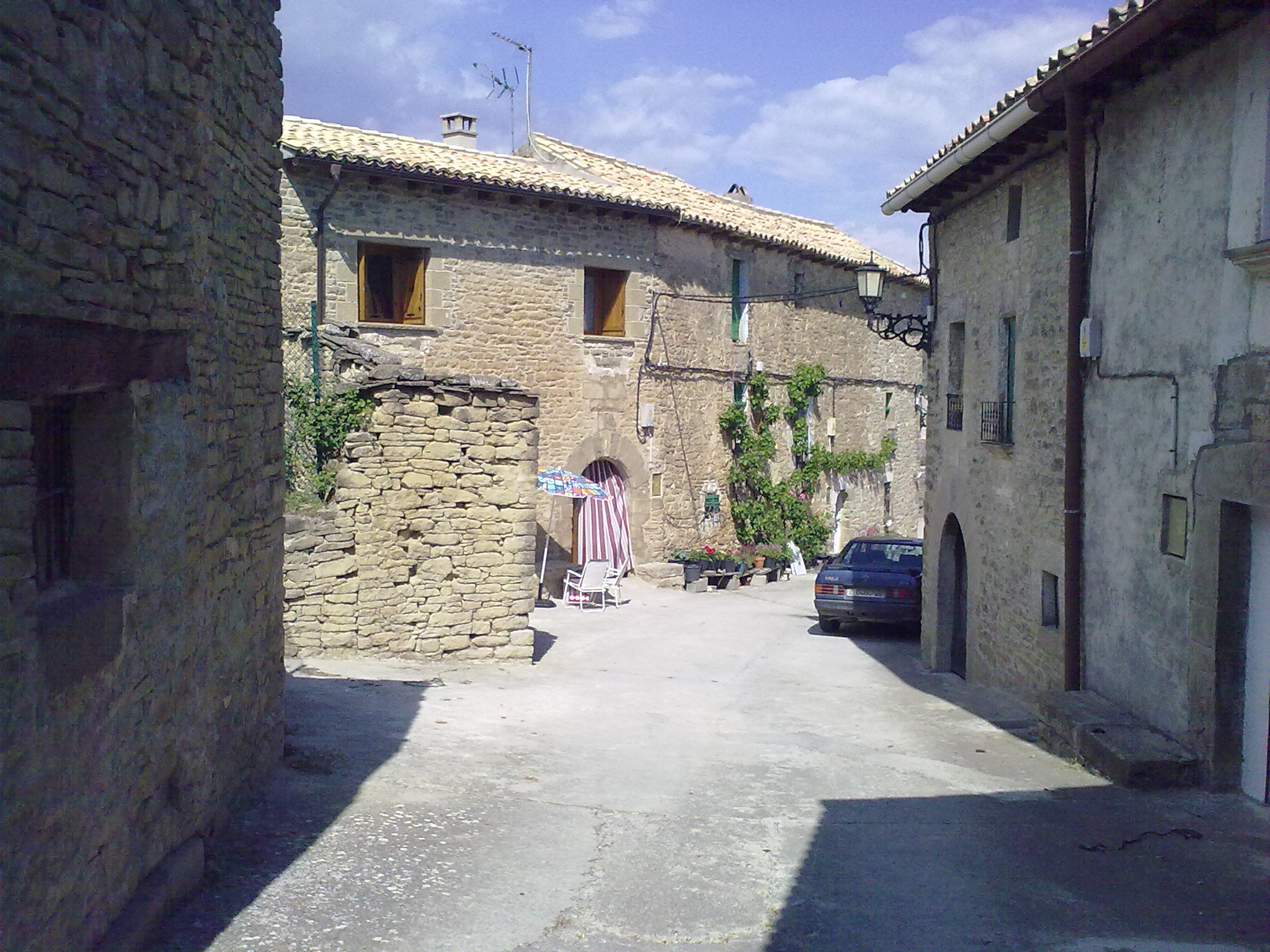
Pintano 22 ruelles.

## Galerie pour le village de Undués-Pintano

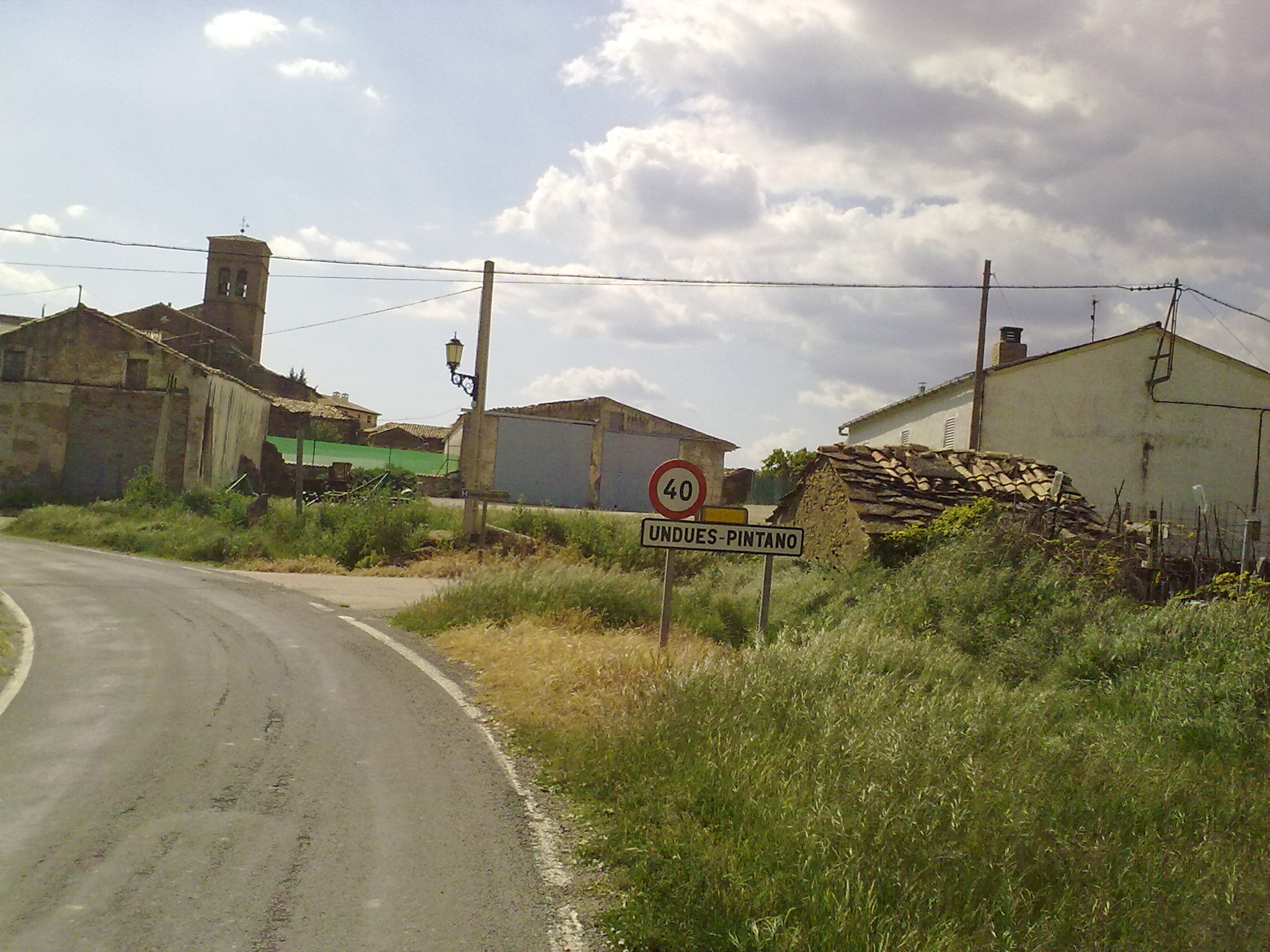
Undués-Pintano 1 entrée dans le village.
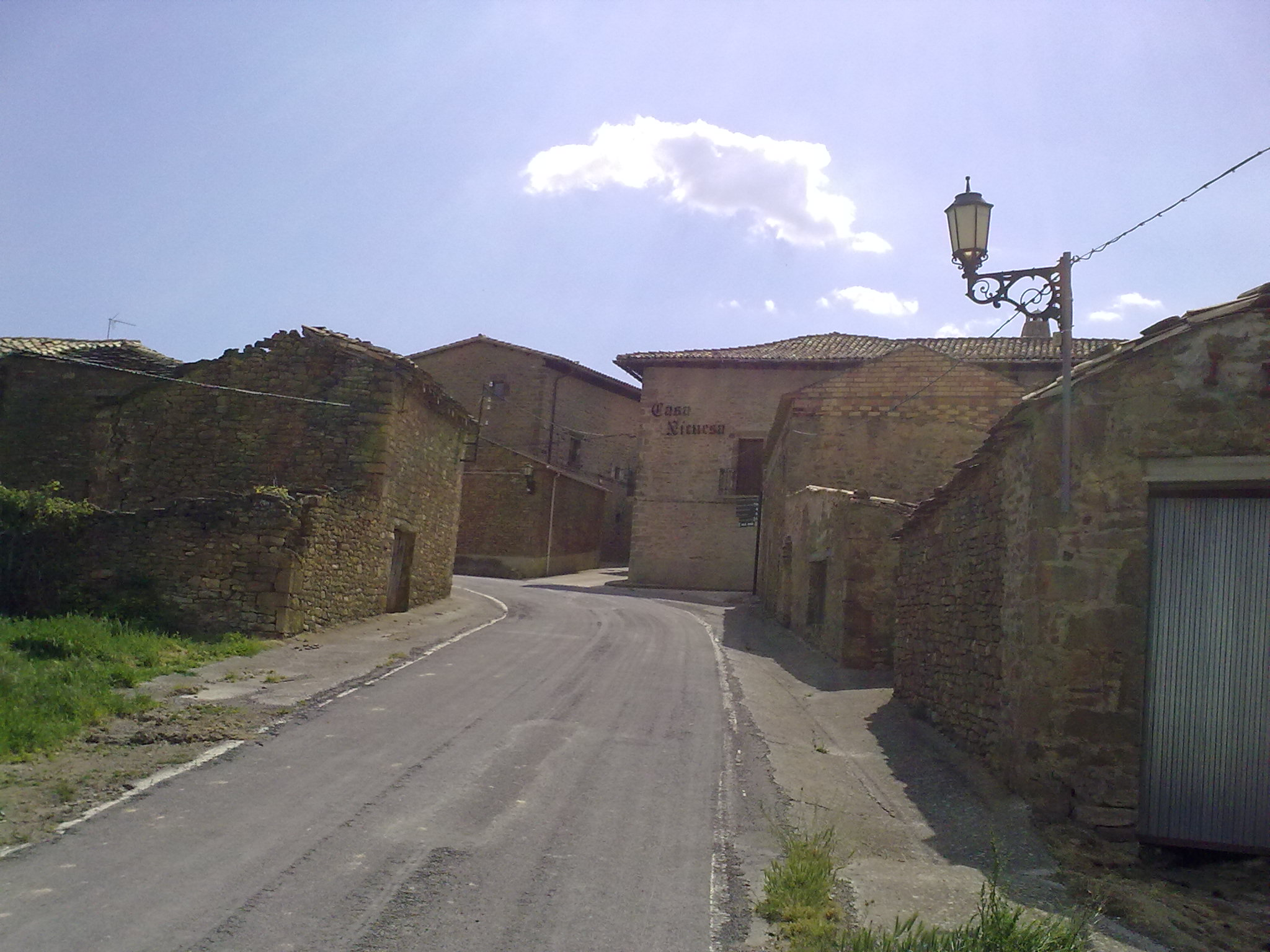
Undués-Pintano 2 le village.
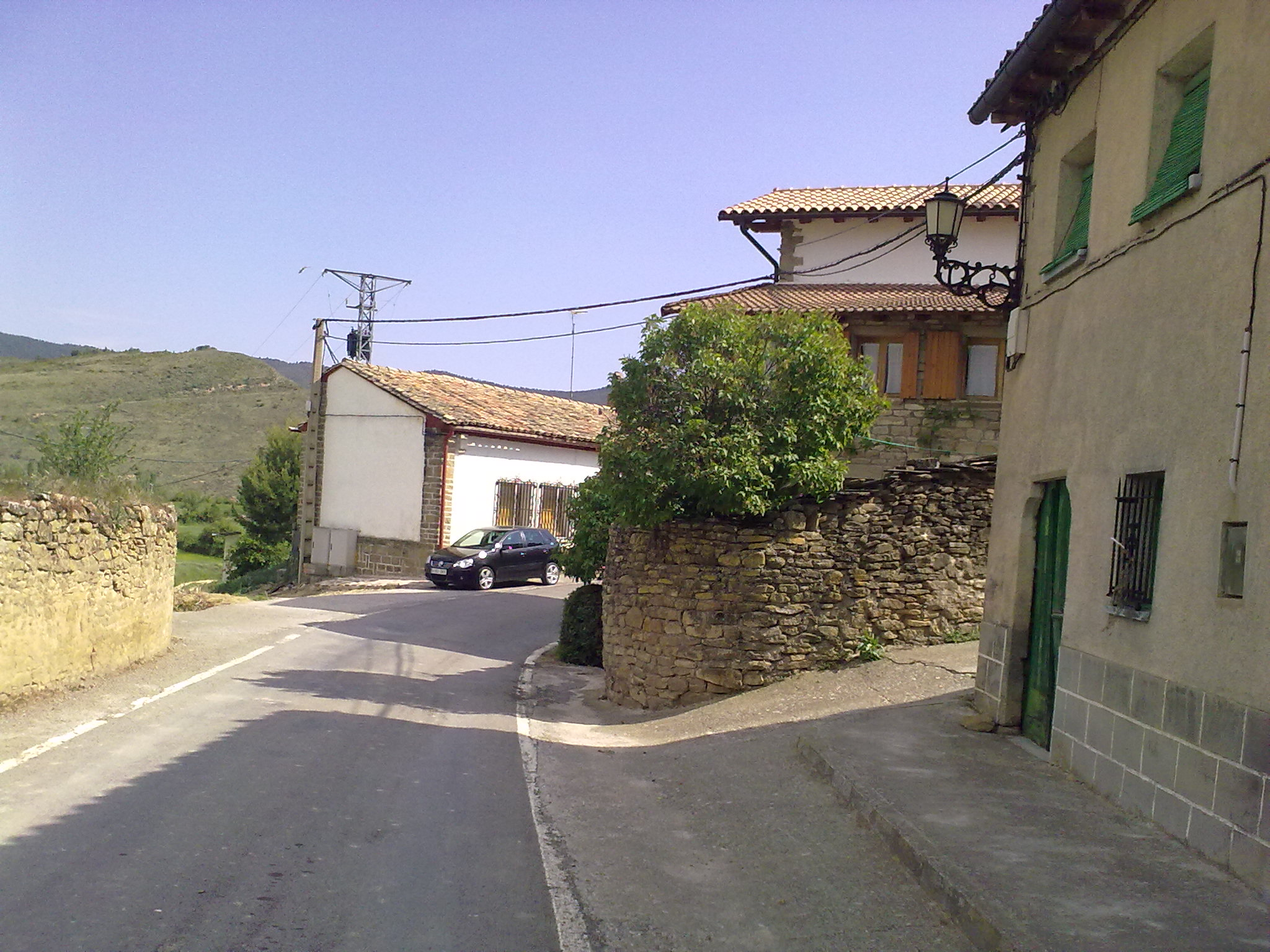
Undués-Pintano 3 le village.
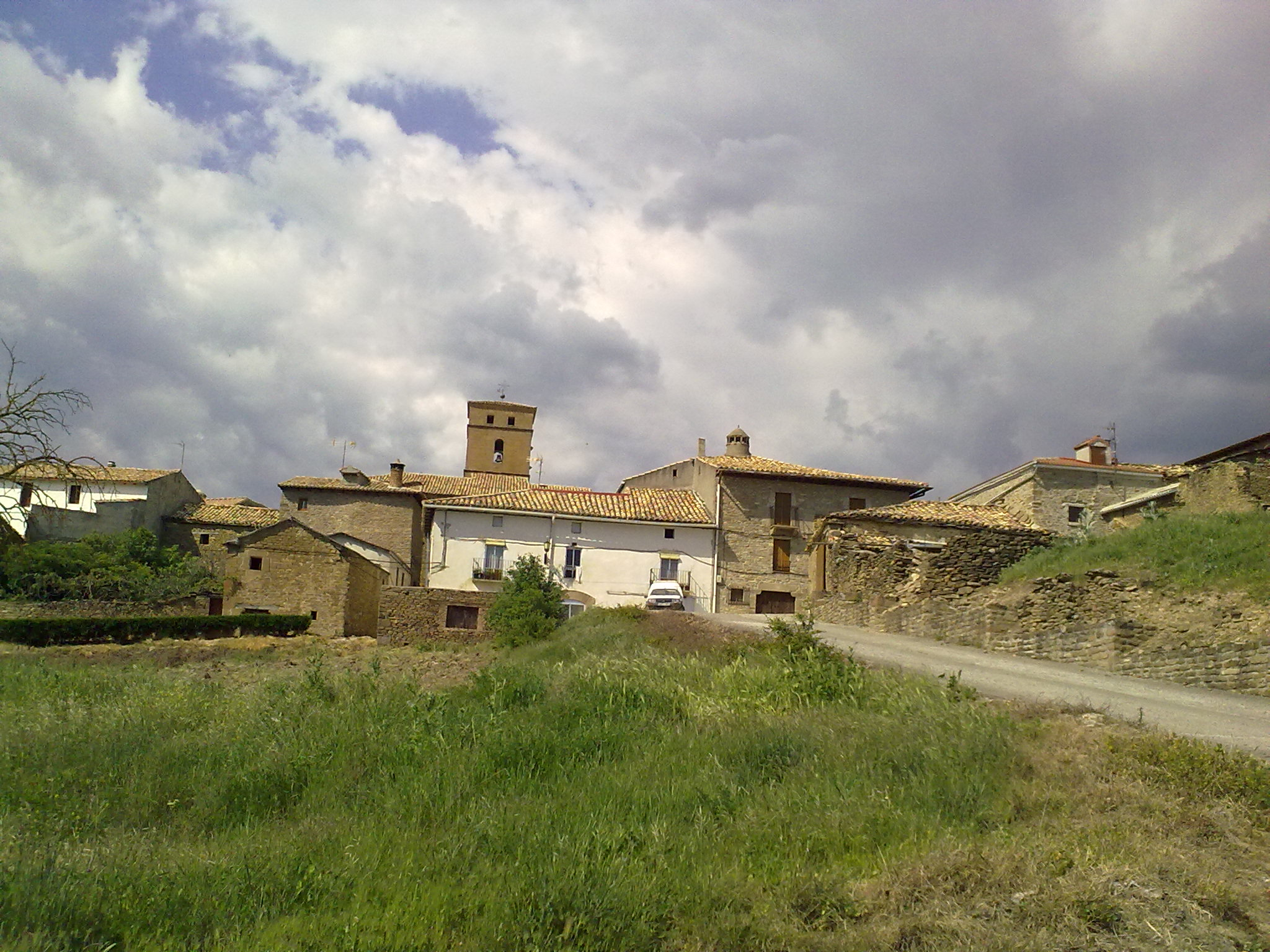
Undués-Pintano 5 le village.
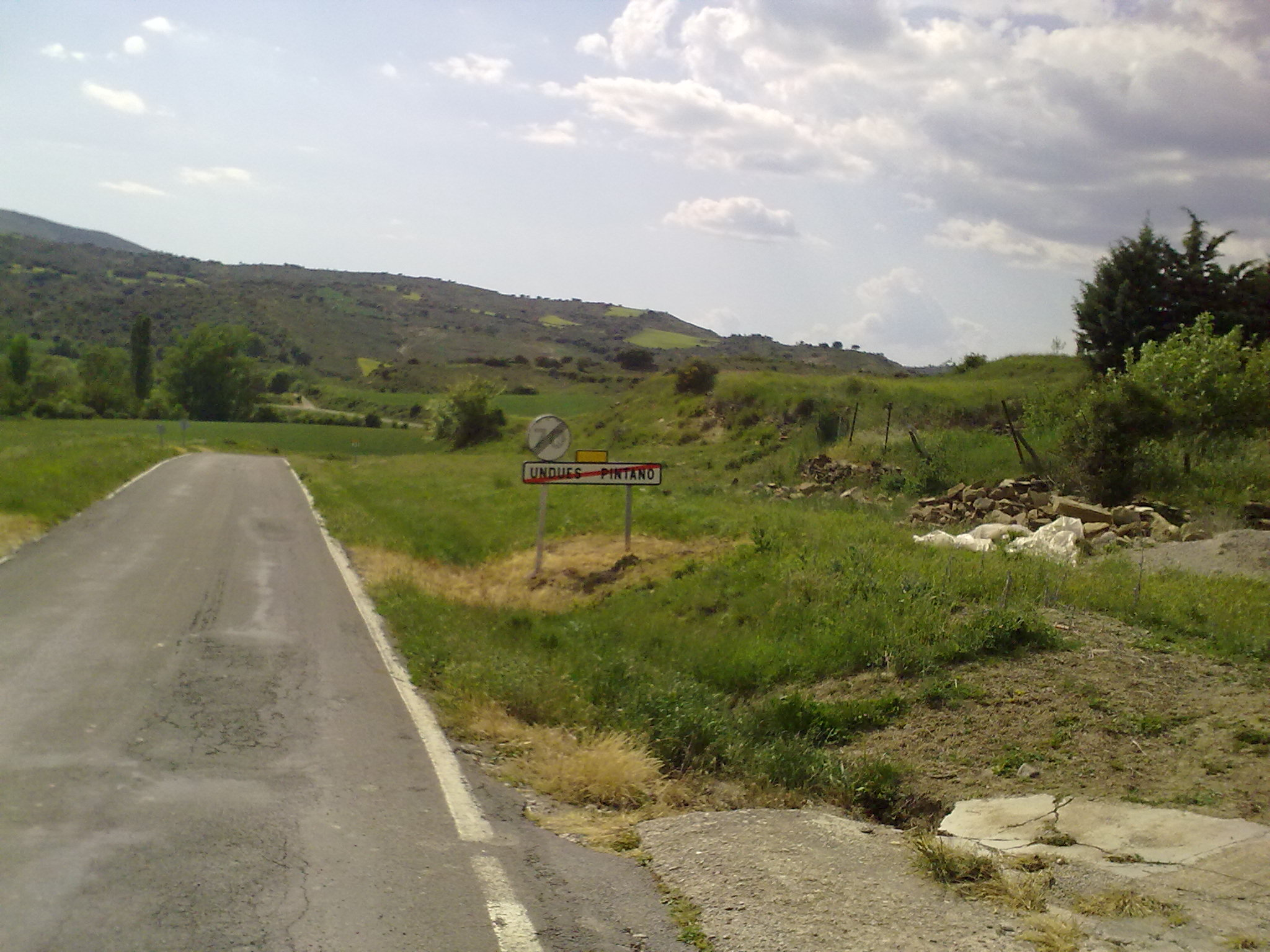
Undués-Pintano 6 fin du village.